# Skibno (stacja kolejowa)
Skibno – towarowa i pasażerska stacja kolejowa w Skibnie, w województwie zachodniopomorskim, w Polsce, na linii kolejowej nr 202 łączącej stację Gdańsk Główny ze Stargardem. Stacja obsługuje pobliskie miasto Sianów.

## Ruch pasażerski
| Rok  | Wymiana pasażerska na dobę |
| ---- | -------------------------- |
| 2017 | 10-19                      |
| 2022 | 10-19                      |